# Nesapterus floricola
Nesapterus floricola är en skalbaggsart som först beskrevs av Blackburn 1885.  Nesapterus floricola ingår i släktet Nesapterus och familjen glansbaggar. Inga underarter finns listade i Catalogue of Life.